# Alois Jech
Alois Jech (21. června 1896 Zdebuzeves – 18. října 1952 Lobeč) byl český pedagog a výtvarník.

## Život
Narodil se ve Zdebuzevsi do rodiny řídícího učitele Jana Jecha a Emilie rozené Volgnerové, dcery řídícího učitele Jana Volgnera. Učitelské povolání si zvolili kromě Aloise i jeho tři bratři (celkem měl šest bratrů a tři sestry). Navštěvoval školu ve Zdebuzevsi a ve Vlašimi a poté vystudoval učitelský ústav v Kutné Hoře.

### První světová válka
V dubnu 1915 nastoupil do poddůstojnické školy v Linci, v lednu 1916 byl poslán jako velitel čety do Bukoviny na ruskou frontu. Po dovolené byl nasazen na haličskou frontu. V roce 1917 se stal poručíkem a bojoval na italské frontě. Zde byl zraněn střepinou (podle vlastního vyprávění šlo o úmyslné zranění ve snaze opustit frontu) a léčil se ve Vídni. V roce 1918 působil opět na ruské a italské frontě.

### 1919–1928
Mezi lety 1919–1923 působil Jech jako učitel v Kvílicích. V roce 1919 se jako voják zúčastnil střetů na slovensko-maďarské hranici. V roce 1923 byl ustanoven učitelem v Bezdědicích, kde pořádal osvětové přednášky a účastnil se společenského života. V květnu 1925 uzavřel občanský sňatek s Janou Kaulerovou z Březovic. V Bezdědicích, kde Jech vyučoval do roku 1928, se jim narodil první syn Čestmír.

### 1928–1952 Lobeč
V roce 1928 byl jmenován učitelem a poté ředitelem školy v Lobči. Roku 1930 se mu zde narodil druhý syn Květoslav. Kromě výuky pořádal vlastivědné přednášky; působil v Sokole, jako cvičitel i jako náčelník a starosta Sokola až do zákazu organizace v roce 1952. V Lobči také inicioval a provedl výstavbu letního sportoviště a volejbalového hřiště. Nedaleko Vísky na konci třicátých let vybudoval rekreační chatovou osadu; tento projekt skončil záborem Sudet a zabavením chat.
V obci působil také jako kronikář a historik. Ve škole shromáždil archeologické nálezy (neolitické pazourky, palice, keramika). Přes archeologii se Jech spřátelil s historickým spisovatelem a archeologem Eduardem Štorchem, který v Lobči od roku 1933 pobýval. Spolu pořádali přednášky o pravěku a Štorch nálezy konzultoval s Karlem Absolonem. V letech 1948–49 asistoval Jech při odborném archeologickém výzkumu Václava Spurného v okolí Lobče.
Během druhé světové války byl Alois Jech členem odbojové organizace Černý Lev a v květnu 1945 se podílel na odzbrojování a odsunu Němců. Po osvobození byl předsedou revolučního národního výboru, na konci června 1945 na tuto funkci rezignoval.

### Smrt
V říjnu 1952 navštívila Jecha ve škole Státní bezpečnost a několik hodin ho vyšetřovala pravděpodobně v souvislosti s provokační akcí StB Kluky. Nebyl zatčen, zřejmě mu bylo vyhrožováno zákazem výchovného působení. Jech poté spálil část písemností a napsal poslední poselství udávající jako důvod svého odchodu odpor k totalitnímu režimu. Dne 18. října 1952 se po vyučování vydal s puškou do Pustého sadu, kde se střelil do srdce.
Je pohřben na hřbitově v Lobči, stejně jako jeho manželka, která ho přežila o 22 let.

### Politické a náboženské názory
Jech byl propagátorem myšlenek Jana Husa, stejně jako obdivovatelem Tomáše G. Masaryka a Edvarda Beneše. V roce 1923 se v jedné z přednášek zabýval otázkou naplnění politických ideálů z roku 1918. V otázce náboženství setrvával v pozici antiklerikála a stavěl se proti modlitbám během vyučování, na druhou stranu však v lobečské škole povolil výuku náboženství pro dobrovolníky. Po druhé světové válce byl členem národně-socialistické a sociálně-demokratické strany. V květnu a červnu 1945 působil jako předseda revolučního národního výboru.

## Výtvarné dílo
Jech byl výtvarník-samouk. První soubor kreseb pochází z období první světové války a zobrazuje výjevy z fronty. Kolorované kresby a perokresby, kterými zachycoval především lidovou architekturu, vytvářel během učitelského působení v Kvílicích. V Bezdědicích a Lobči maloval akvarelem krajiny. Svá díla rozdával známým nebo si je ponechával. Rovněž navrhoval a na cyklostylu množil plakáty a pozvánky na přednášky a kulturní akce.
Výběr:
- Zdebuzeves, kolorovaná perokresba, 1920
- Pohled na Bezdězy z Horky, kolorovaná perokresba, 1937
- Lobeč při večerním osvětlení, pastel, 1941
- Lobečský kostelík se hřbitovem, akvarel, 1949
- Lobečská škola, akvarel, 1950